# Comuna Valea Mare, Olt
Valea Mare este o comună în județul Olt, Muntenia, România, formată din satele Bârca, Recea, Turia, Valea Mare (reședința) și Zorleasca.

## Demografie
Componența etnică a comunei Valea Mare
     Români (80,88%)
     Romi (5,25%)
     Alte etnii (0%)
     Necunoscută (13,87%)
Componența confesională a comunei Valea Mare
     Ortodocși (85,25%)
     Alte religii (0,54%)
     Necunoscută (14,21%)
Conform recensământului efectuat în 2021, populația comunei Valea Mare se ridică la 3.546 de locuitori, în scădere față de recensământul anterior din 2011, când fuseseră înregistrați 3.829 de locuitori. Majoritatea locuitorilor sunt români (80,88%), cu o minoritate de romi (5,25%), iar pentru 13,87% nu se cunoaște apartenența etnică. Din punct de vedere confesional, majoritatea locuitorilor sunt ortodocși (85,25%), iar pentru 14,21% nu se cunoaște apartenența confesională.

## Politică și administrație
Comuna Valea Mare este administrată de un primar și un consiliu local compus din 13 consilieri. Primarul, Gabriel Dragnea[*], de la Partidul Social Democrat, este în funcție din 1 noiembrie 2024. Începând cu alegerile locale din 2024, consiliul local are următoarea componență pe partide politice:
|  | Partid                          | Consilieri | Componența Consiliului | Componența Consiliului | Componența Consiliului | Componența Consiliului | Componența Consiliului | Componența Consiliului | Componența Consiliului |
|  | ------------------------------- | ---------- | ---------------------- | ---------------------- | ---------------------- | ---------------------- | ---------------------- | ---------------------- | ---------------------- |
|  | Partidul Social Democrat        | 7          |                        |                        |                        |                        |                        |                        |                        |
|  | Alianța pentru Unirea Românilor | 3          |                        |                        |                        |                        |                        |                        |                        |
|  | Partidul Național Liberal       | 3          |                        |                        |                        |                        |                        |                        |                        |

## Personalități născute aici
- George Dragomir Turia (n. 1962), artist vizual.
- Ionuț Luțu (n. 1975 ) ,Fotbalist, a petrecut majoritatea copilăriei ,dar este născut în Slatina.